# Epidendrum cuicochaense
Epidendrum cuicochaense är en orkidéart som beskrevs av Eric Hágsater och Dodson. Epidendrum cuicochaense ingår i släktet Epidendrum och familjen orkidéer. Inga underarter finns listade i Catalogue of Life.